# William, Thân vương xứ Wales
William, Thân vương xứ Wales (William Arthur Philip Louis; sinh vào ngày 21 tháng 6 năm 1982) là một thành viên của Vương thất Anh. William là trưởng nam của Charles III, Quốc vương của Vương quốc Anh và cố Vương phi Diana xứ Wales, và là cháu nội của cố Nữ vương Elizabeth II. William là người kế vị ngai vàng của 16 quốc gia trong Khối Thịnh vượng chung Anh.
William theo học tại bốn trường ở Anh và tốt nghiệp Đại học St. Andrews, sau đó dành một năm để nghỉ ngơi tại Chile, Belize, và châu Phi. Vào tháng 12 năm 2006, William hoàn thành 44 tuần đào tạo thành một Sĩ quan quân sự và được phân phó đến phục vụ trong trung đoàn Blues và Royals. Vào tháng 4 năm 2008, William hoàn thành khóa đào tạo phi công tại Đại học Không quân Vương thất Cranwell, sau đó học một khóa huấn luyện bay trực thăng và trở thành phi công toàn thời gian ở Lực lượng Tìm kiếm và Cứu nạn RAF vào đầu năm 2009. Việc phụng sự của William trong Lực lượng Vũ trang Anh kết thúc vào tháng 9 năm 2013. Sau đó, William được đào tạo lấy bằng phi công dân sự và dành hơn hai năm phục vụ cho Dịch vụ cứu thương trên không Đông Anglian.
William được thụ phong Công tước xứ Cambridge và kết hôn với Catherine Middleton, Vương phi xứ Wales vào ngày 29 tháng 4 năm 2011 tại Tu viện Westminster. Cả hai có ba người con: George, Charlotte, và Louis. Sau khi bà nội băng hà và cha lên ngôi vua, William được thụ phong Thân vương xứ Wales.

## Những năm đầu đời
Vương tử William được sinh ra tại bệnh viện St Mary's, London, vào lúc 9:03 tối ngày 21 tháng 6 năm 1982. Vương tử là con đầu lòng của Quốc vương Charles III, khi đó là Thân vương xứ Wales và Diana, Vương phi xứ Wales. Tên của Vương tử, William Arthur Philip Louis, được cung điện Buckingham công bố vào ngày 28 tháng 6. William được Đức Tổng Giám mục Canterbury, Robert Runcie, rửa tội trong Phòng Âm Nhạc của cung điện Buckingham vào ngày 4 tháng 8, đúng ngày sinh nhật lần thứ 82 của bà cố Vương tử, Thái hậu Elizabeth. William là người con đầu lòng được sinh ra khi cha mẹ là Thân vương và Vương phi xứ Wales kể từ khi Vương tử John (con trai út của Quốc vương George V và Vương hậu Mary) chào đời năm 1905. Cha mẹ của William trìu mến gọi anh là "Wombat"  hoặc "Wills", cái tên được gọi bởi truyền thông.
Khi sinh ra, William đã đứng thứ hai trong thứ tự kế vị ngai vàng của Anh. Năm bảy tuổi, anh nói với mẹ rằng mình muốn trở thành cảnh sát khi lớn hơn để có thể bảo vệ mẹ; em trai, tức Vương tử Harry, khi đó mới năm tuổi, đã trả lời: "Ồ, không được. Anh phải trở thành Quốc vương."
William bắt đầu đi cùng cha mẹ trong những chuyến công du chính thức từ khi còn nhỏ. Năm 1983, William đi cùng cha mẹ trong một chuyến đi đến Úc và New Zealand, một quyết định được cho là của Diana. Quyết định này được cho là trái với thông lệ bởi vì hai người đứng vị trí thứ nhất và thứ hai trong thứ tự thừa kế ngai vàng đi cùng nhau, và một phần nữa là tuổi của William còn quá nhỏ. Lần xuất hiện công khai đầu tiên của Vương tử là vào ngày 1 tháng 3 năm 1991, ngày lễ Thánh David trong chuyến thăm chính thức cùng cha mẹ đến Cardiff. Sau khi đến bằng máy bay, William được đưa đến Nhà thờ Llandaff nơi anh ký tên vào sổ của du khách, cho thấy William là người thuận tay trái.
Ngày 3 tháng 6 năm 1991, William được đưa vào Bệnh viện Vương thất Berkshire sau khi vô tình bị đánh vào trán bởi một học sinh đang cầm gậy đánh golf. Anh bị gãy xương sọ và được phẫu thuật tại Bệnh viện Great Ormond Street dẫn đến một vết sẹo vĩnh viễn trên trán. Trong cuộc phỏng vấn năm 2009, William đã gọi vết sẹo này là "vết sẹo Harry Potter" và nói: "Tôi gọi nó như vậy là vì đôi khi nó khá rõ và một số người nhìn thấy nó - những lúc khác thì họ hoàn toàn không nhận ra".
Mẹ của William, Vương phi Diana xứ Wales, muốn anh và em trai Harry có nhiều trải nghiệm hơn so với những đứa trẻ sinh ra trong vương thất thông thường. Bà đưa họ đến Walt Disney World và McDonald, cũng như các phòng khám và nơi ở của những người vô gia cư và mua cho họ những món đồ thường thuộc sở hữu của thanh thiếu niên, như trò chơi điện tử. Diana sau này ly dị với Charles và thiệt mạng trong một vụ tai nạn xe hơi vào sáng sớm ngày 31 tháng 8 năm 1997. William, khi đó 15 tuổi, cùng với em trai 12 tuổi và cha của họ, lúc bấy giờ đang ở tại lâu đài Balmoral (hiện nay lâu đài Balmoral là nơi Nữ vương Elizabeth II băng hà). Thân vương xứ Wales không muốn báo tin liền cho hai con mà đã đợi cho đến khi hai cậu bé thức dậy vào sáng hôm sau để nói cho chúng nghe về cái chết của mẹ. William cùng với cha, em trai, ông nội, Philip, Vương tế Anh và cậu ruột Charles, Bá tước Spencer thứ 9, đi sau quan tài Diana trong tang lễ khi đoàn diễu hành đi từ Cung điện Buckingham đến Tu viện Westminster vào ngày 5 tháng 9 năm 1997.

## Giáo dục
William học tại các trường tư, bắt đầu từ trường mẫu giáo Jane Mynors và trường Wetherby ở London. Sau đó, anh theo học trường Ludgrove gần Wokingham, Berkshire và được dạy kèm vào mùa hè bởi Rory Stewart. Tại Ludgrove, anh tham gia đá bóng, bóng rổ, bóng nước, bắn chim bồ câu làm từ đất sét và chạy việt dã. Vương đích tôn tham dự kỳ thi tuyển sinh vào Eton College và được nhận vào học. William học Địa lý, Sinh học và Lịch sử Nghệ thuật ở cấp độ A, đạt được 'A' trong Địa lý, 'C' trong Sinh học và 'B' trong Lịch sử Nghệ thuật. Tại Eton, William chơi bóng nước và bóng đá với tư cách đội trưởng đội nhà.
Quyết định cho William học ở Eton đã đi ngược lại truyền thống vương thất về việc gửi con cái đến học tại Gordonstoun mà ông nội, cha, hai người chú và hai anh em họ của William đều từng học. Cả cha và anh trai của Diana đều từng học tại Eton. Vương thất Anh và giới báo chí đã thống nhất rằng William sẽ không bị xâm phạm quyền riêng tư khi học tại trường để đổi lấy những cập nhật về cuộc sống của Vương tử. John Wakeham, Chủ tịch Ủy ban Khiếu nại Báo chí nói về sự dàn xếp này: "Vương tử William không phải là một tổ chức, cũng không phải là một [soap star], cũng không phải là một người hùng sân cỏ. William chỉ là một cậu bé, trong vài năm tới có lẽ là quãng thời gian quan trọng nhất và đôi khi một vài giai đoạn phiền muộn trong cuộc đời sẽ giúp cậu trưởng thành và trở thành một người đàn ông."
Sau khi hoàn thành việc học tại Eton, William dành một năm để tham gia vào các bài tập huấn luyện của Quân đội Anh ở Belize, làm việc tại các trang trại bò sữa của Anh, thăm Châu Phi, và dành mười tuần dạy cho trẻ em ở miền nam Chile. Là một phần của chương trình Raleigh International tại thị trấn Tortel, William sống cùng với các tình nguyện viên trẻ khác, chia sẻ công việc nhà, bao gồm dọn dẹp nhà vệ sinh và cũng tình nguyện làm một tay đua đĩa tại một trạm phát thanh địa phương. Niềm hứng thú với văn hóa châu Phi đã thúc đẩy bản thân William tự học tiếng Swahili.
Đến năm 2001, William trở lại Vương quốc Anh và theo học tại Đại học St Andrews. Thông tin này đã làm tăng đáng kể số lượng đơn xin nhập học vào Đại học St Andrews, chủ yếu là từ những cô gái trẻ, những người muốn có cơ hội gặp Vương tôn. Sự chú ý đặc biệt này không gây cản trở với William khi anh bắt đầu một khóa học về Lịch sử Nghệ thuật, sau đó đổi chuyên ngành chính của mình thành Địa lý và lấy bằng Thạc sĩ Nghệ thuật Scotland với bằng danh dự hạng hai vào năm 2005. Khi còn học Đại học, William từng đại diện cho đội bóng nước của các trường Đại học Quốc gia Scotland tại giải đấu Celtic Nations năm 2004. Anh được các sinh viên khác gọi là "Steve" để tránh bị bất kỳ phóng viên nào tình cờ nghe thấy và nhận ra danh tính của Vương tôn.
William trở lại Đại học St Andrews vào tháng 2 năm 2011 với tư cách là người bảo trợ cho lễ kỷ niệm 600 năm thành lập trường.
Để chuẩn bị cho việc kế thừa đột ngột Công quốc Cornwall, năm 2014, William đã đăng ký một khóa học Quản trị Nông nghiệp tại Cambridge, được tổ chức bởi Chương trình Cambridge cho Lãnh đạo bền vững (CPSL), trong đó cha anh là người bảo trợ. Theo báo cáo của CNN năm 2014, Công quốc Cornwall là "một thực thể trị giá £760 triệu (khoảng 1,25 tỷ đô la) được thành lập vào năm 1337 để cung cấp thu nhập tư nhân cho con trai cả của đương kim Quốc chủ", lãnh địa mà William sẽ thừa kế khi cha trở thành Quốc vương.

## Nhiệm vụ vương thất
Sau khi tốt nghiệp đại học, William bắt đầu thực hiện các nhiệm vụ công cộng của riêng mình và có được kinh nghiệm làm việc bằng cách thực tập quản lý đất đai tại dinh thự Chatsworth và kiếm kinh nghiệm trong lĩnh vực ngân hàng tại HSBC.
Ở tuổi 21, Vương tử William được bổ nhiệm làm Cố vấn Nhà nước; William lần đầu thực hiện nhiệm vụ với tư cách đó khi Nữ hoàng tham dự Hội nghị Chính phủ Khối thịnh vượng chung năm 2003 ở Nigeria. Trong sinh nhật lần thứ 21 của mình, William đã cùng cha đi đến xứ Wales, thăm Hội chợ Thực phẩm Anglesey và mở một trung tâm cho người vô gia cư ở Newport. Đến tháng 7 năm 2005, anh bắt đầu chuyến công du nước ngoài đầu tiên, tới New Zealand để tham gia lễ tưởng niệm Thế chiến II thay mặt Nữ vương Elizabeth II (ở New Zealand bà giữ vai trò là Nữ vương New Zealand). Để kỷ niệm 30 năm thành lập quỹ từ thiện của cha mình,The Prince's Trust, William và em trai lần đầu tiên được phỏng vấn bởi các nhân vật truyền hình Ant & Dec.
Theo Tina Brown trong cuốn tiểu sử về Diana, Vương phi xứ Wales năm 2007, William, giống như cha mình, đã bày tỏ mong muốn trở thành Toàn quyền Úc. Thủ tướng Úc John Howard nói: "Chúng tôi đã giữ một quan điểm trong thời gian dài rằng người nắm giữ vị trí đó bằng mọi giá phải là một công dân Úc".

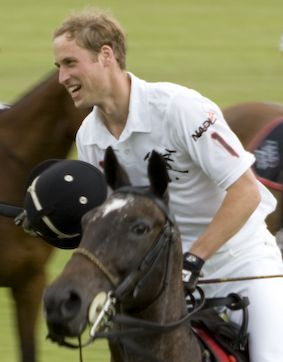
Vương tôn William trong một trận đấu polo tháng 7 năm 2007.

Năm 2009, cố Nữ vương đã thành lập một văn phòng riêng cho William và bổ nhiệm Ngài David Manning làm cố vấn của anh. Manning đi cùng anh vào tháng 1 năm 2010 trong chuyến thăm thăm Auckland và Wellington thay mặt Nữ vương; William đã khai mạc Tòa án Tối cao New Zealand và được chào đón bởi một người đứng đầu Māori. William kế vị tư cách Chủ tịch thứ năm của Học viện Nghệ thuật Điện ảnh và Truyền hình Anh từ Lord Attenborough vào năm 2010.
Vào tháng 3 năm 2011, William đã đến thăm thành phố Christchurch, New Zealand, ngay sau trận động đất và phát biểu tại lễ truy điệu tại Công viên Hagley thay cho bà nội mình. Khi rời New Zealand, anh tới Úc để thăm những vùng bị ảnh hưởng bởi lũ lụt ở Queensland và Victoria. Sau hai lần cùng cha mẹ đến Canada, Vương tôn William và vợ cùng thực hiện chuyến công du đến nước này vào tháng 6 và tháng 7 năm 2011; họ đã đến thăm Hoa Kỳ và tham dự lễ kỷ niệm Ngày Canada trên Parliament Hill. Vào ngày 2 tháng 11, Công tước và Công tước phu nhân xứ Cambridge đã đến thăm Trung tâm Phân phối Cung ứng của UNICEF tại Copenhagen, Đan Mạch, nơi cung cấp thực phẩm cho trẻ em châu Phi bị suy dinh dưỡng. Vào tháng 9 năm 2012, họ đã đi thăm Singapore, Malaysia, Tuvalu và Quần đảo Solomon trong khuôn khổ lịch trình của Đại lễ Kim Cương kỷ niệm 60 năm trị vì của Nữ vương Elizabeth II.
Vào tháng 4 năm 2014, Công tước và Bà Công tước đã thực hiện một chuyến công du vương thất đến New Zealand và Úc. Từ ngày 20 tháng 21, tháng 9, William đã đưa vợ mình đến Malta nhân dịp kỷ niệm 50 năm độc lập của hòn đảo khỏi Vương quốc Anh. Vào ngày 21 tháng 10, Công tước và Bà Công tước xứ Cambridge đã hội kiến Tổng thống Singapore, Tony Tan, trong chuyến thăm cấp nhà nước của ông tới Vương quốc Anh.
Vào tháng 12 năm 2014, Công tước đã hội kiến Tổng thống Mỹ Barack Obama tại Phòng Bầu dục và sau đó đã có bài phát biểu tại Ngân hàng Thế giới ở Washington, D.C., lên án việc buôn bán trái phép động vật hoang dã.
Vào năm 2015, Vương tôn William đã đến thăm các thành phố của Trung Quốc như Bắc Kinh, Thượng Hải và Vân Nam từ ngày 1 đến ngày 4 tháng 3. William được Chủ tịch Trung Quốc Tập Cận Bình tiếp đón khi bắt đầu chuyến thăm đầu tiên tới Trung Quốc đại lục bởi một thành viên của vương thất Anh trong gần ba thập kỷ.
Vào tháng 6 năm 2018, Vương tôn William đã đến thăm Israel và Palestine, là thành viên đầu tiên của vương thất Anh đến thăm khu vực này một cách chính thức kể từ lần mãn nhiệm kỳ của Phái bộ Anh. Anh đến thăm Tel Aviv, gặp gỡ Thị trưởng Ron Huldai và tham quan khu vực bãi biển và trung tâm thành phố; Jerusalem, gặp gỡ với Tổng thống Reuven Rivlin và Thủ tướng Benjamin Netanyahu; và Ramallah, gặp gỡ với tổng thống Palestine Mahmoud Abbas.

## Đời tư

### Hôn nhân và con cái
Cuộc sống riêng tư của William trở thành chủ đề của báo lá cải, đặc biệt là mối quan hệ của anh với Catherine Elizabeth Middleton, một trong những người bạn cùng trường Đại học của William mà anh bắt đầu hẹn hò vào năm 2003. Middleton tham dự cuộc diễu hành của William tại Sandhurst, đây là sự kiện cấp cao đầu tiên mà cô tham dự với tư cách là khách của William. Mối quan hệ của họ được theo dõi chặt chẽ đến mức các nhà cái đã đặt cược vào khả năng kết hôn và chuỗi bán lẻ Woolworths đã tạo ra những kỷ vật mang dấu ấn của cặp đôi. Sự chú ý của giới truyền thông nhiều đến mức William đã phải ra tuyên bố chính thức yêu cầu báo chí giữ khoảng cách với Middleton.
Vào tháng 4 năm 2007 có tin đồn cho rằng cặp đôi đã chia tay nhưng họ đã nối lại quan hệ vài tháng sau đó.
Ngày 16 tháng 11 năm 2010, dinh thự Clarence của Thân vương xứ Wales ra thông cáo Vương tôn William và Catherine Elizabeth Middleton sẽ kết hôn; cặp đôi đã đính hôn ở Kenya vào tháng 10. Chiếc nhẫn đính hôn do William trao cho Catherine từng thuộc về mẹ anh, Diana, Vương phi xứ Wales.
Hôn lễ diễn ra vào ngày 29 tháng 4 năm 2011 tại Tu viện Westminster, London. Một vài giờ trước buổi lễ, Vương tôn William được Nữ vương phong các tước hiệu mới là Công tước xứ Cambridge, Bá tước Strathearn và Nam tước Carrickfergus.
Việc mang thai lần đầu tiên của vợ anh được công bố vào ngày 3 tháng 12 năm 2012. Bà Công tước xứ Cambridge được đưa đến bệnh viện St Mary, London vào ngày 22 tháng 7 năm 2013, nơi William đã được sinh ra vào năm 1982. Cuối ngày hôm đó, Bà Công tước xứ Cambridge hạ sinh Vương tằng tôn George. Vào ngày 8 tháng 9 năm 2014, vương thất cho biết Bà Công tước xứ Cambridge đang mang thai đứa con thứ hai. Cô được đưa đến cùng một bệnh viện vào ngày 2 tháng 5 năm 2015 và sinh ra Vương tằng tôn nữ Charlotte. Việc mang thai lần thứ ba của Bà Công tước xứ Cambridge được công bố vào ngày 4 tháng 9 năm 2017 và Vương tằng tôn Louis chào đời vào ngày 23 tháng 4 năm 2018 cũng tại bệnh viện St. Mary, London.
Vào tháng 3 năm 2017, một đoạn video quay cảnh William nhảy với một người phụ nữ không rõ danh tính tại một hộp đêm ở Verbier, Thụy Sĩ, đã xuất hiện trên các phương tiện truyền thông. Vào thời điểm đó, anh đang trong một kỳ nghỉ trượt tuyết với bạn bè. Báo chí đã chỉ trích cách hành xử của William vì đã không tham dự sự kiện Ngày Khối Thịnh vượng chung tại Tu viện Westminster, trong khi toàn bộ các thành viên cấp cao khác của vương thất đều tham dự.

### Mối quan hệ với truyền thông
Cái chết của Vương phi Diana xứ Wales tại Paris khi bị cánh săn ảnh truy đuổi năm 1997  đã ảnh hưởng đến thái độ của Công tước đối với truyền thông. Công tước và vợ đã lên tiếng yêu cầu được giữ riêng tư khi không phải thực hiện nhiệm vụ.
Vào tháng 9 năm 2012, báo lá cải Chi của Ý và tạp chí Closer của Pháp đã công bố những bức ảnh chụp Bà Công tước xứ Cambridge cởi trần tắm nắng cùng chồng khi đi nghỉ tại Château d'Autet (một tòa lâu đài tư nhân trên khu đất rộng 260 ha 71 km về phía bắc Aix-en-Provence). Các nhà phân tích từ The Times tin rằng những bức ảnh được chụp từ con đường D22 (Vaucluse) cách hồ bơi nửa km, khoảng cách sẽ cần một ống kính 800mm hoặc 1000mm. Vào ngày 17 tháng 9 năm 2012, Công tước và Bà Công tước đã đệ đơn khiếu nại hình sự lên cơ quan công tố Pháp và đưa ra yêu cầu bồi thường thiệt hại dân sự tại Tribunal de Grande Instance de Nanterre. Ngày hôm sau, các tòa án đã ban lệnh cấm Closer xuất bản thêm các bức ảnh và tuyên bố một cuộc điều tra hình sự sẽ được bắt đầu. Theo luật của Pháp, các khoản bồi thường thiệt hại không thể được thực hiện nhưng xâm phạm quyền riêng tư là một tội hình sự có mức án tù tối đa là một năm và phạt tiền lên tới 45.000 euro đối với các cá nhân và 225.000 euro đối với các công ty. Vào tháng 9 năm 2017, Closer bị phạt 100.000 euro, biên tập viên Laurence Pieau và chủ sở hữu Ernesto Mauri của tạp chí bị phạt 45.000 euro.

Vào ngày 14 tháng 8 năm 2015, Cung điện Kensington đã xuất bản một bức thư nêu chi tiết những gì nó tuyên bố là những nỗ lực "nguy hiểm" và xâm lấn của giới truyền thông để có được những bức ảnh của Vương tằng tôn George và Vương tằng tôn nữ Charlotte. Jason Knauf, thư ký truyền thông của nhà Cambridge, đã viết thư cho các tổ chức truyền thông ở nhiều quốc gia khác nhau.

## Tước hiệu, tước vị
- 21 tháng 6 năm 1982 - 29 tháng 4 năm 2011: His Royal Highness Prince William of Wales (Vương tôn William xứ Wales Điện hạ)
- 29 tháng 4 năm 2011 - 8 tháng 9 năm 2022: His Royal Highness Prince William, The Duke of Cambridge (Vương tôn William, Công tước xứ Cambridge Điện hạ)
- 8 tháng 9 năm 2022 - nay: His Royal Highness Prince William, The Duke of Cornwall and Cambridge (Vương tử William, Công tước xứ Cornwall và Cambridge Điện hạ)
- 9 tháng 9 năm 2022 - nay: His Royal Highness Prince William, The Prince of Wales (Vương tử William, Thân vương xứ Wales Điện hạ)
  - tại Scotland: Công tước Rothesay Điện hạ

Là một Vương tử Anh, William không sử dụng họ cho các nhu cầu hàng ngày. Trong các dịp chính thức hay trang trọng, con cái của Thân vương xứ Wales sử dụng tước hiệu "Prince" hoặc "Princess" trước tên của họ và đi cùng với lãnh địa của cha. Do đó, trước khi kết hôn, William có tước hiệu là "Vương tôn William xứ Wales". Chỉ định lãnh thổ như vậy sẽ được thay thế khi phụ nữ kết hôn và khi đàn ông được trao tước vị mới. Trong trường hợp của William, anh không còn được gọi là "Vương tôn William xứ Wales" sau khi được phong tước vị chính thức.
Mặc dù tên của Vương thất là Windsor, nhưng những con cái và hậu duệ dòng nam của Nữ vương Elizabeth II và Vương tế Philip không có kính xưng Điện hạ Royal Highness và tước hiệu Prince hay Princess sẽ sử dụng họ Mountbatten-Windsor. Khi một hậu duệ nữ kết hôn, theo truyền thống, sẽ lấy họ của người chồng từ thời điểm đó trở đi, và con cái của họ theo họ cha.